# Ofidiofòbia

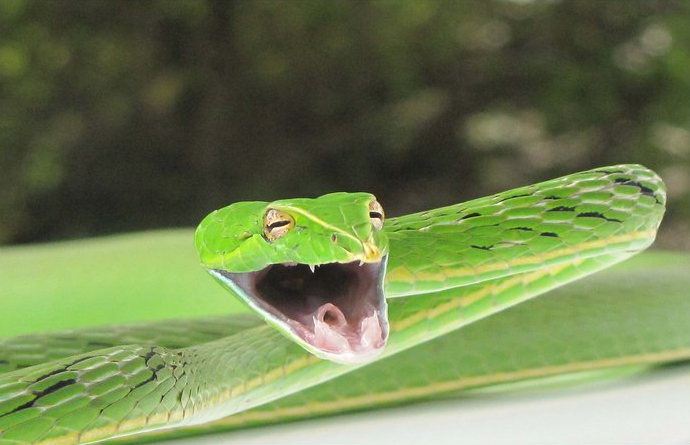
Ahaetulla nasuta serp endemica de Sri Lanka

L'ofidiofòbia és el temor patològic a les serps. Qui pateix ofidiofòbia sent temor al exposar-se a una serp real, a veure imatges i representacions de serps. Aquesta temor forma part del grup de zoofòbies.
El terme ofidiofòbia prové del grec antic "ophis" (ὄφις), serp i "phobia" (φοβία) temor / por.

## Causes
L'ofidiofòbia forma part d'un trastorn d'ansietat i és una de les zoofòbies més comuns. Les persones que pateixen aquesta fòbia, ja siguin nens, adolescents o adults, solen matar i evitar a aquests rèptils per temor o pel seu verí, sense importar la seva espècie, o simplement evitar els llocs on puguin existir aquests rèptils com muntanyes o el boscos i deserts.
Les causes d'aquest trastorn són diverses, pot originar-se després d'haver estat atacat per una serp, per una mala experiència relacionada amb aquests rèptils. En altres ocasions la gent els tem perquè en algunes creences religioses (com el catolicisme) o cultures la serp simbolitza el mal i es pot arribar a relacionar amb el diable.
Una teoria desenvolupada per l'antropòloga californiana Lynne Isbel, sosté que la por als rèptils, i més concretament a les serps, podria estar relacionat amb l'adaptació evolutiva del cervell dels mamífers. Així com alguns animals han desenvolupat certa immunitat al verí de les serps, els primats i els humans hauríem desenvolupat una agudesa visual que ens alerta dels moviments serpentejants per localitzar-los i mantenir-nos allunyats del verí de les serps.